# Мертінешть (Хунедоара)
Мертінешть, Мертінешті (рум. Mărtinești) — село у повіті Хунедоара в Румунії. Адміністративний центр комуни Мертінешть.
Село розташоване на відстані 278 км на північний захід від Бухареста, 18 км на південний схід від Деви, 113 км на південь від Клуж-Напоки, 147 км на схід від Тімішоари.

## Населення
За даними перепису населення 2002 року у селі проживали 209 осіб, з них 208 осіб (99,5%) румунів. Усі жителі села рідною мовою назвали румунську.